# Pleurobema troschelianum
Pleurobema troschelianum är en musselart som först beskrevs av I. Lea 1852.  Pleurobema troschelianum ingår i släktet Pleurobema och familjen målarmusslor. IUCN kategoriserar arten globalt som utdöd. Inga underarter finns listade i Catalogue of Life.